# Lesser Ury

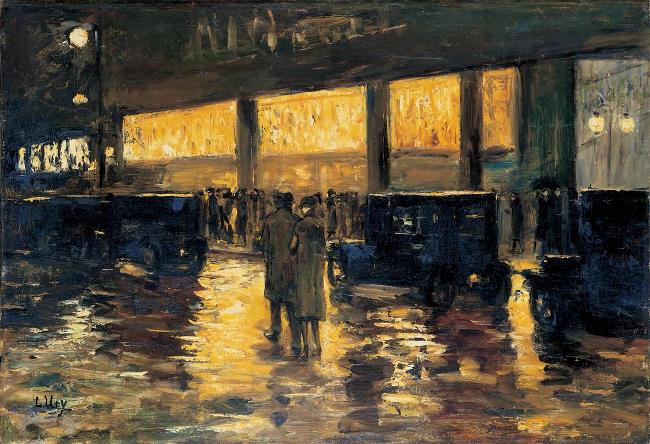
Vor dem Café

Lesser Ury, nato Leo Lesser Ury (Birnbaum, 7 novembre 1861 – Berlino, 18 ottobre 1931), è stato un pittore e stampatore tedesco, associato alla Scuola di pittura di Düsseldorf.

## Biografia
Nacque a Birnbaum il 7 novembre 1861, con il nome di Leo Lesser Ury. Suo padre era un fornaio e morì nel 1872. A seguito di ciò la famiglia si trasferì a Berlino. Nel 1878 Lesser lasciò la scuola per diventare apprendista con un commerciante, e l'anno successivo si recò a Düsseldorf, per studiare pittura presso la Kunstakademie. Ury trascorse del tempo a Bruxelles, Parigi, Stoccarda, e in altre località, prima di tornare a Berlino nel 1887.
La sua prima mostra risale al 1889 ed ebbe un'accoglienza ostile, nonostante Ury fosse sostenuto da Adolph von Menzel, la cui influenza indusse l'Akademie ad assegnare ad Ury un premio. Nel 1893 entrò a far parte della Secessione di Monaco, una delle diverse Secessioni, formate da artisti progressisti in Germania e Austria negli ultimi anni del XIX secolo. Nel 1901 tornò a Berlino, dove espone con la Secessione di Berlino, prima nel 1915 ed in particolare nel 1922, quando realizzò una grande mostra. A questo punto la reputazione di Ury nella critica d'arte crebbe. Aumentò così la richiesta dei suoi dipinti e pastelli.
I suoi soggetti sono paesaggi, paesaggi urbani e scene di interni, trattati in maniera impressionista.
Ury è conosciuto in particolare per i café notturni e le strade sotto la pioggia. Sviluppò l'abitudine di ripetere queste composizioni, al fine di venderli, mentre conservava gli originali, ma queste copie fatte in modo rapido ed inferiori danneggiarono la sua reputazione. Sempre introverso e diffidente nei confronti delle persone, Ury diventò sempre più solitario nei suoi ultimi anni. Morì a Berlino ed è sepolto nel cimitero ebraico di Weißensee.